# Цеклин
Це́клин (пол.  Cieklin, русин. Цеклін) — село в Польше, находящееся на территории гмины Дембовец Ясленского повята Подкарпатского воеводства.

## География
Село находится в долине реки Беднарка на границе горной системы Низких Бескид и Ясленского плоскогорья в 7 км от села Дембовец, в 13 км от Ясло и в 62 км от Жешува. На западе от села находится гора Цеклинка (512,8 метров над уровнем моря), а на восток — гора Остра-Гура (365 метров над уровнем моря).

## История
Первое упоминание о селе относятся к XIII веку. Цеклин находился на земле, принадлежавшей бенедиктинскому монастырю. Польский хронист Ян Длугош в своём сочинении «Liber Beneficiorum» пишет, что в Цеклине была деревянная приходская церковь. В XV веке Цеклин перешёл во владение польского рыцарского рода Гладыш.
В 1888 году в Цеклине была построена новая церковь, которую освятил пшемысльский епископ Иосиф Пельчар.
Во время Первой мировой войны в окрестностях Цеклина 14 мая 1915 года состоялось сражение, которое получило название в польской историографии «Битва за Цеклин». О Первой мировой войне свидетельствуют три воинских захоронения, сохранившихся до нашего времени.
До конца Второй мировой войны большинство жителей села составляли лемки. В 1946—1947 годах большинство жителей села были переселены во время операции «Висла» на западные территории Польши. В 1956 года в Цеклин вернулось несколько десятков лемковских семей. В настоящее время большинство населения села составляют поляки.

## Социальная структура
В селе находятся начальная школа, почта, гимназия, библиотека, пункт скорой помощи, различные предприятия торговли, сферы услуг и народного творчества. В Цеклине находится Музей горнолыжного спорта.

## Достопримечательности
- В окрестностях села находятся несколько воинских захоронений:
  - Воинское кладбище № 12 (Цеклин-Добрыня);
  - Воинское кладбище № 13 (Цеклин);
  - Воинское кладбище № 14 (Цеклин);
- Музей горнолыжного спорта имени Александра Барабаша;
- Церковь святого Михаила Архангела.

## Известные жители и уроженцы
- Александр Садницкий (1806—1861) — польский юрист и историк.